# دراما في ليفونيا
دراما في ليفونيا (بالفرنسية: Un drame en Livonie)‏، (بالإنجليزية: A Drama in Livonia)‏ هي رواية من تأليف الروائي جول فيرن صدرت عام 1904. وهي جزء من سلسلة «رحلات غير عادية».